# Caecilia Metella (Gattin des Servilius Vatia)
Caecilia Metella war ein Mitglied des altrömischen Plebejergeschlechts der Caecilier und die Tochter des Konsuls von 143 v. Chr., Quintus Caecilius Metellus Macedonicus.
Vier ihrer Brüder erreichten ebenfalls das Konsulat: Quintus Caecilius Metellus Balearicus 123 v. Chr., Lucius Caecilius Metellus Diadematus 117 v. Chr., Marcus Caecilius Metellus 115 v. Chr. und Gaius Caecilius Metellus Caprarius 113 v. Chr. Ferner hatte Caecilia Metella eine gleichnamige Schwester, die mit dem Konsul von 111 v. Chr., Publius Cornelius Scipio Nasica Serapio, vermählt war. Caecilia Metella heiratete Gaius Servilius Vatia und brachte um 134 v. Chr. Publius Servilius Vatia Isauricus zur Welt, der 79 v. Chr. als Konsul amtierte.